# Либеральная партия Бразилии
Либеральная партия Бразилии (ПЛ)  — политическая партия Бразилии. Оригинальное название порт. Partido Liberal (Brasil), сокращённо — PL.
Партия основана в 1985 году. Политика — консервативно-центристская.
На выборах 2006 получила 23 места в парламенте из 513 мест.
В декабре 2006 вошла во вновь образованную республиканскую партию.